# Rio Sûre
O rio Sûre ou rio Sauer (em alemão:  Sauer, em luxemburguês:  Sauer, em francês:  Sûre) é um afluente do rio Mosela que percorre a Bélgica, Luxemburgo e Alemanha.
Nasce perto de Vaux-sur-Sûre nas Ardenas, sudeste da Bélgica, e atravessa a fronteira com o Luxemburgo perto de Martelange. A oeste de Esch-sur-Sûre passa num lago artificial, o Lago Sûre Superior, que dá nome à comuna luxemburguesa de Lac de la Haute-Sûre. Passa por Ettelbruck e Diekirch, e forma a fronteira Alemanha-Luxemburgo nos últimos 50 km do seu curso, passando em Echternach antes de desaguar no Mosela em Wasserbillig.